# Кузьмін Віталій Володимирович
Віта́лій Володи́мирович Кузьмі́н (1974—2022) — старший солдат Збройних Сил України, учасник російсько-української війни, який загинув під час російського вторгнення в Україну.

## Життєпис
Народився 1974 у селищі Лисянка на Черкащині. Мешкав у с. Легедзине Звенигородського району Черкаської області. У 2017—2019 роках брав участь в антитерористичній операції на Донбасі. У мирний час працював на будівництві автодороги, а також трактористом.
З початку російського вторгнення в Україну в 2022 році, 8 березня, був зарахований у танкові війська Збройних сил України. Старший солдат, був водієм-механіком 3-го танкового взводу 3-ї танкової роти 1-го танкового батальйону. Загинув 4 липня 2022 року під час артилерійського обстрілу поблизу Богородичного на Донеччині.
Похований із почестями у с. Легедзине на Черкащині.

## Нагороди
- орден «За мужність» III ступеня (2022) (посмертно) — за особисту мужність і самовіддані дії, виявлені у захисті державного суверенітету та територіальної цілісності України, вірність військовій присязі.[3]